# ヘルベルト・ヴォールファールト
ハインリヒ・ヴィルヘルム・ヘルベルト・ヴォールファールト（Heinrich Wilhelm Herbert Wohlfarth）は、ドイツ海軍の軍人。第二次世界大戦で活躍したUボートの指揮官のひとり。

## 生涯

### 生い立ち
1915年6月、日本の石川県金沢市に生まれる。父は金沢の第四高等学校（現・金沢大学）でドイツ語を教授していたエルンスト・ヴォールファールト（Ernst Wohlfarth, 1873年 - 1956年）。父のエルンストは1902年から1921年まで約20年間にわたって四高に勤務し、小田切良太郎とともに和独辞典『新訳註解和独辞典』（1912年刊）を編纂している。この辞書は日本初の本格的な和独辞典と評され、好評とともに広く普及した辞典であった。
エルンストは1921年、契約満期のため解雇となり、日本政府からは終身年金を支給されることとなってドイツに帰国する。帰国後のエルンストと四高関係者の交流は続くが、具体的な動静は伝わっていない。1937年にベルリンでエルンストと面会した四高卒業生によれば、日本滞在中の貯金はインフレで失ってしまったが、またスタートから始めるのだと語っていたといい、この時点でエルンストは三菱商事ベルリン支店に勤務していた。
ヘルベルトには兄が一人おり（父と同名のエルンスト・ヴォールファールト、1913年 - ?）、1941年にドイツの外交官（領事）として来日し、神戸に赴任している。

### 軍歴のはじまり
ヘルベルトの軍歴は1933年4月に始まる。通常の訓練ののち、装甲艦アドミラル・グラーフ・シュペーに乗り組み、一年以上を過ごす。1937年5月、Uボート部隊に配属され、カール・デーニッツのもとで訓練を重ねた。第3潜水隊群で副官を務めたあと、1938年9月にU-16 (German submarine U-16 (1936)) の当直士官となった。

### Uボート艦長としての活躍
1939年10月19日には、海軍中尉 (Oberleutnant zur See) としてU-14 (German submarine U-14 (1936)) の艦長となった。ヴォールファールトが指揮を執るU-14は、はじめの3回の哨戒行動では、スコットランド・ノルウェー海域で9隻の小さな船を沈めている。4回目の哨戒行動は、北欧侵攻を支援するものであったが、戦果は挙げられなかった。
1940年6月15日には、IIB型UボートであるU-137 (German submarine U-137 (1940)) を受領した。1940年の秋、ヴォールファールトの指揮下U-137は3回の出撃を行い、ヘブリディーズ諸島南側の海域で6隻の艦船（19,557トン）を沈めている。とくに記すべきは、イギリス海軍の武装商船チェシャー (HMS Cheshire) （10,552トン）への魚雷攻撃で、多大な損害を受けたチェシャーは6ヶ月のドック入りを余儀なくされた。
1940年12月15日には、海軍大尉となってU-137を下り、2ヵ月後にVIIC型UボートU556 (German submarine U-556) を受領した。最初の出撃で、U556は大西洋において6隻の艦船（29,552トン）を沈め、このほか4,986トンに損害を与えた。
1941年5月15日、ヴォールファールトは出撃中に騎士十字勲章を授けられている。5月26日、作戦からの復路、イギリス軍の攻撃を受けて戦艦ビスマルクを支援するために全てのUボートを召集する指令を受け取り、ビスケー湾に急行する。ビスマルクと交戦するイギリス海軍の空母アーク・ロイヤル・巡洋戦艦レナウン・戦艦キング・ジョージ5世はU556に気づかないままであり、U556は潜行しながら敵艦の位置を報告し、他のUボートを誘導した。ヴォールファールトは、ビスマルクと英国海軍の夜間戦闘の証言者となっている。

### 捕虜、そして戦後
1941年6月19日、ヴォールファールトはU556で2回目の哨戒作戦に出撃した。しかし、U556はアイスランド南西沖の北大西洋で、英海軍のコルベット・グラジオラスなどによって沈められた。この戦闘で士官1人と兵士4人が死亡し、ヴォールファールト以下ほとんどの乗組員が捕虜となった。
ヴォールファールトはその後6年をイギリスとカナダの捕虜収容所で過ごした。1947年7月14日、ヴォールファールトはドイツに帰国した。
1982年8月13日、ドイツのフィリンゲン (Villingen) で没した（67歳）。